# Keith Michell
Keith Joseph Michell (Adelaide, 1º dicembre 1926 – Londra, 20 novembre 2015) è stato un attore australiano.

## Biografia
Keith Michell fu dapprima insegnante, prima di intraprendere la carriera di attore teatrale prima ad Adelaide nel 1947, e in seguito a Londra nel 1951. Inizialmente partecipò ad alcuni musical, fra cui Man of La Mancha, nel quale interpretò il doppio ruolo di Miguel de Cervantes e di Don Chisciotte della Mancia. Lavorò inoltre con la Shakespeare Memorial Theatre.
Attivo anche sul piccolo schermo, fu il re Enrico VIII d'Inghilterra nella miniserie televisiva Le sei mogli di Enrico VIII, che gli valse un Premio Bafta, ruolo che interpretò anche al cinema nel film Tutte le donne del re (1972). Direttore artistico del Chichester Festival Theatre dal 1974 al 1977, curò le scenografie del musical Pete McGynty and the Dreamtime, un adattamento per il teatro australiano dell'opera Peer Gynt di Henrik Ibsen. Tra i suoi ruoli più celebri è da ricordare quello di Dennis Stanton, un ex-ladro di gioielli che lavora per una società assicurativa, in alcuni episodi della serie televisiva La signora in giallo.
Scrisse vari libri di cucina macrobiotica, e curò un'edizione di Captain Beaky, una collezione di poesie di Jeremy Lloyd.

### Vita privata
Keith Michell si sposò il 18 ottobre 1957 con l'attrice Jeanette Sterke, dalla quale ebbe due figli, Paul e Helena, quest'ultima divenuta attrice.

## Filmografia

### Cinema
- True as a Turtle, regia di Wendy Toye (1957)
- All'ombra della ghigliottina (Dangerous Exile), regia di Brian Desmond Hurst (1957)
- La zingara rossa (The Gypsy and the Gentleman), regia di Joseph Losey (1958)
- Robin Hood della contea nera (The Hellfire Club), regia di Robert S. Baker e Monty Berman (1961)
- All Night Long, regia di Basil Dearden (1962)
- Il dominatore dei 7 mari, regia di Rudolph Maté e Primo Zeglio (1962)
- Prudenza e la pillola (Prudence and the Pill), regia di Fielder Cook (1968)
- Il castello di carte (House of Cards), regia di John Guillermin (1969)
- L'esecutore (The Executioner), regia di Sam Wanamaker (1970)
- Tutte le donne del re (Henry VIII and His Six Wives), regia di Waris Hussein (1972)
- Moments, regia di Peter Crane (1974)
- Grendel Grendel Grendel, solo voce, regia di Alex Stitt (1981)
- Sul filo dell'inganno (The Deceivers), regia di Nicholas Meyer (1988)
- Love/Loss, regia di Guy Daniels (2010)

### Televisione
- The Black Arrow – serie TV, 2 episodi (1951)
- Le allegre comari di Windsor – film TV (1955)
- Act of Violence – film TV (1956)
- BBC Sunday-Night Theatre – serie TV, 2 episodi (1956)
- ITV Play of the Week – serie TV, 3 episodi (1959-1967)
- Armchair Theatre – serie TV, 1 episodio (1960)
- Dow Hour of Great Mysteries – serie TV, 1 episodio (1960)
- Drama Into Opera: Oedipus Rex – film TV (1961)
- Wuthering Heights – film TV (1962)
- BBC Sunday-Night Play – miniserie TV, 2 episodi (1962-1963)
- The Spread of the Eagle – miniserie TV, 6 episodi (1963)
- Festival – serie TV, episodio 1x24 (1964)
- This Is It! – film TV (1964)
- Robert and Elizabeth – film TV (1965)
- Theatre 625 – serie TV, 1 episodio (1967)
- Soldier in Love – film TV (1967)
- Love Story – serie TV, 1 episodio (1967)
- Thirty-Minute Theatre – serie TV, 1 episodio (1968)
- Play of the Month – serie TV, 2 episodi (1968-1969)
- Le sei mogli di Enrico VIII (The Six Wives of Henry VIII) – miniserie TV, 6 episodi (1970)
- 'Wiltons' - The Handsomest Hall in Town – special TV (1970)
- Elisabetta Regina (Elizabeth R) – miniserie TV, 1 episodio, non accreditato (1971)
- The Story of Jacob and Joseph – film TV (1974)
- Late Night Theatre – serie TV, 1 episodio (1974)
- The Story of David – film TV (1976)
- Julius Caesar – film TV (1979)
- The Tenth Month – film TV (1979)
- The Day Christ Died  – film TV (1980)
- The Pirates of Penzance – film TV (1982)
- The Gondoliers – film TV (1982)
- Ruddigore – film TV (1982)
- Memorial Day – film TV (1983)
- The Miracle – film TV (1985)
- My Brother Tom – miniserie TV (1986)
- Captain James Cook – miniserie TV, 4 episodi (1988)
- La signora in giallo (Murder, She Wrote) – serie TV, 9 episodi (1988-1993)
- The Prince and the Pauper – miniserie TV, 2 episodi (1996)

## Doppiatori italiani
Nelle versioni in italiano delle opere in cui ha recitato, Keith Michell è stato doppiato da:
- Gualtiero De Angelis in La zingara rossa
- Luigi Diberti in Giulio Cesare
- Walter Maestosi in La signora in giallo (ep. 5x02)
- Sergio Tedesco in La signora in giallo (ep. 6x08 e 6x19)
- Dario Mazzoli in La signora in giallo
- Stefano De Sando in Giulio Cesare (ridoppiaggio)

## Riconoscimenti
- Primetime Emmy Awards
  - 1972 – Miglior attore protagonista in una miniserie o film per Le sei mogli di Enrico VIII (The Six Wives of Henry VIII)